# Articulación (anatomía)
Una articulación es una estructura anatómica que permite la unión entre dos huesos o entre un hueso y un cartílago. Las articulaciones se estabilizan mediante ligamentos que unen los extremos óseos y tienen movilidad gracias a los músculos que se insertan en sus proximidades. La parte de la anatomía que se encarga del estudio de las articulaciones es la artrología.
Las funciones más importantes de las articulaciones son constituir puntos de unión entre los componentes del sistema óseo (hueso, cartílagos), y facilitar movimientos mecánicos, proporcionándole elasticidad y plasticidad al cuerpo. Algunas articulaciones no son móviles, como las que se establecen entre los huesos del cráneo, sin embargo son de gran importancia pues permiten la protección del encéfalo y hacen posible al mismo tiempo su crecimiento durante la infancia.

## Introducción

El hombro es una articulación sinovial.

El cuerpo del adulto humano está formado por 206 huesos aproximadamente, los cuales son rígidos y contienen gran cantidad de sales de calcio que le proporcionan su dureza. Tienen cinco funciones principales: sostén, protección, movimiento, reservorio de calcio y hematopoyesis (formación de las células de la sangre).
Los huesos forman el esqueleto, el cual se divide en dos:
- Esqueleto axial: formado por cabeza, cuello y huesos del tronco (cráneo, costillas, esternón, vértebras y el sacro).
- Esqueleto apendicular: formado por huesos de los miembros incluidos los que forman las cinturas pectoral y la pélvica.

Los huesos se enlazan mediante articulaciones que permiten el movimiento, existen diferentes tipos de articulaciones, pero una de las más importantes son las articulaciones sinoviales, representada entre otras por la cadera, rodilla, hombro y articulaciones interfalángicas de manos y pies. Tienen gran movilidad y están formadas por una cavidad llena de líquido sinovial y tapizada por la membrana sinovial. Los extremos de los huesos que la forman están recubiertos por cartílago articular. Todo el conjunto se refuerza exteriormente mediante una cápsula articular fibrosa  que le da mayor estabilidad.

### Líquido sinovial
El líquido sinovial se encuentra en pequeñas cantidades en el interior de la cápsula articular y baña las superficies que forman la articulación. Tiene la función de nutrir y lubricar el cartílago, disminuyendo el roce de las superficies articulares, facilitando de esta forma el movimiento. Es producido por la membrana sinovial y tiene un alto contenido en ácido hialurónico.

### Membrana sinovial
Tapiza la superficie interna de la articulación. Forma numerosos pliegues y vellosidades, por lo que su superficie extendida es muy grande. Contiene varios tipos de células, los sinovocitos de tipo A, células similares a los macrófagos que limpian los restos metabólicos presentes en la articulación y los sinovocitos de tipo B que sintetizan ácido hialurónico, mucina que proporciona al líquido sinovial viscosidad y propiedades lubricantes.

### Cavidad articular
Corresponde al espacio que se interpone entre las superficies articulares de los huesos. Está lleno de líquido sinovial y rodeado por la membrana sinovial.

### Cartílago articular

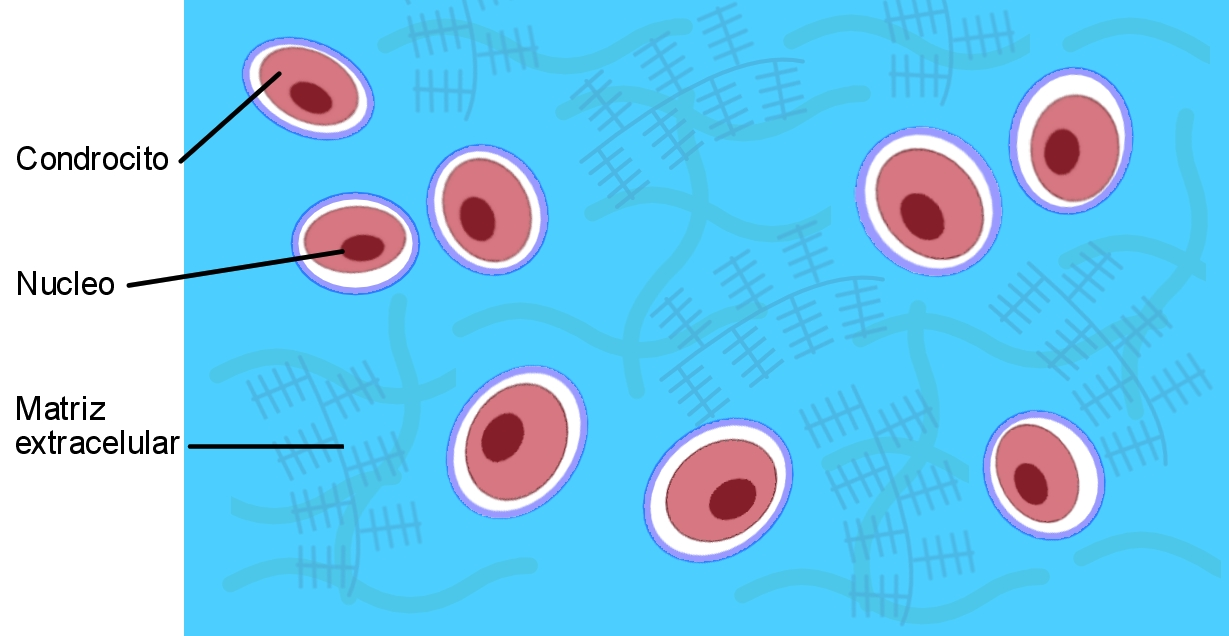
Estructura microscópica del cartílago articular.

Desempeña un papel muy importante en las articulaciones sinoviales como la rodilla y el hombro, está constituido por cartílago hialino y recubre la superficie de los huesos, siendo su espesor entre 2 y 4 mm. Tiene la función de transmitir y amortiguar las cargas y proporcionar una superficie adecuada para el deslizamiento de las superficies articulares.  No tiene vasos sanguíneos propios, por lo que las sustancias nutritivas le llegan a través del líquido sinovial.  La capacidad de regeneración si sufre lesiones o desgaste por sobrecarga es escasa.
Está compuesto por células especiales llamadas condrocitos rodeados de matriz extracelular. La matriz extracelular está formada por agua (65-80 %), colágeno (10-20 %) y proteoglicanos (10-15 %) que le otorga resistencia a las fuerzas de compresión. Los condrocitos son las encargadas de producir los componentes estructurales que forman el cartílago.

### Hueso subcondral
Es la parte del hueso que se encuentra adyacente al cartílago articular.

### Cápsula articular

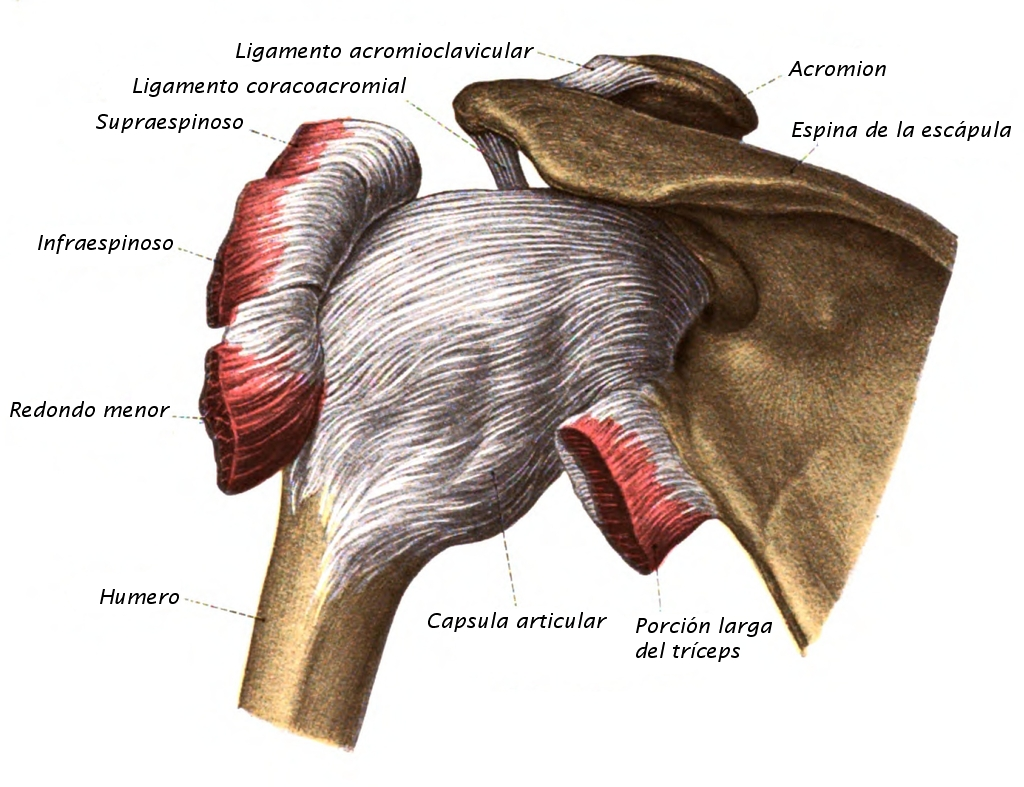
Vista posterior de la articulación escapulohumeral (hombro) cubierta por la cápsula articular.

La cápsula articular es una estructura formada por tejido conectivo denso que rodea la articulación y le da estabilidad, firmeza y flexibilidad, uniéndose estrechamente a los extremos del hueso. En el interior de la cápsula articular se encuentra el líquido sinovial.

## Clasificación
Para su estudio las articulaciones pueden clasificarse según su estructura o función:
- Por su estructura (morfológicamente):

Morfológicamente, los diferentes tipos de articulaciones se clasifican según el tejido que las une en tres categorías: fibrosas, cartilaginosas y sinoviales.
- Por su función (fisiológicamente):

Fisiológicamente, el cuerpo humano tiene diversos tipos de articulaciones, como la sinartrosis (no móvil), anfiartrosis (con movimiento muy limitado -por ejemplo, la columna vertebral-) y diartrosis (mayor amplitud o complejidad de movimiento).
| Articulaciones | Diartrosis   | Gran movilidad   | Hombro, rodilla, cadera |
| Articulaciones | Anfiartrosis | Escasa movilidad | Cuerpos vertebrales     |
| Articulaciones | Sinartrosis  | Nula movilidad   | Huesos del cráneo       |

### Clasificación por estructura
Las articulaciones se pueden clasificar según los tejidos de los cuales están formadas. Existen tres tipos: sinoviales, fibrosas y cartilaginosas:

#### Sinoviales
Las articulaciones sinoviales permiten realizar una amplia gama de movimientos y representan la mayor parte de las articulaciones de las extremidades. Se dividen en 6 grupos:

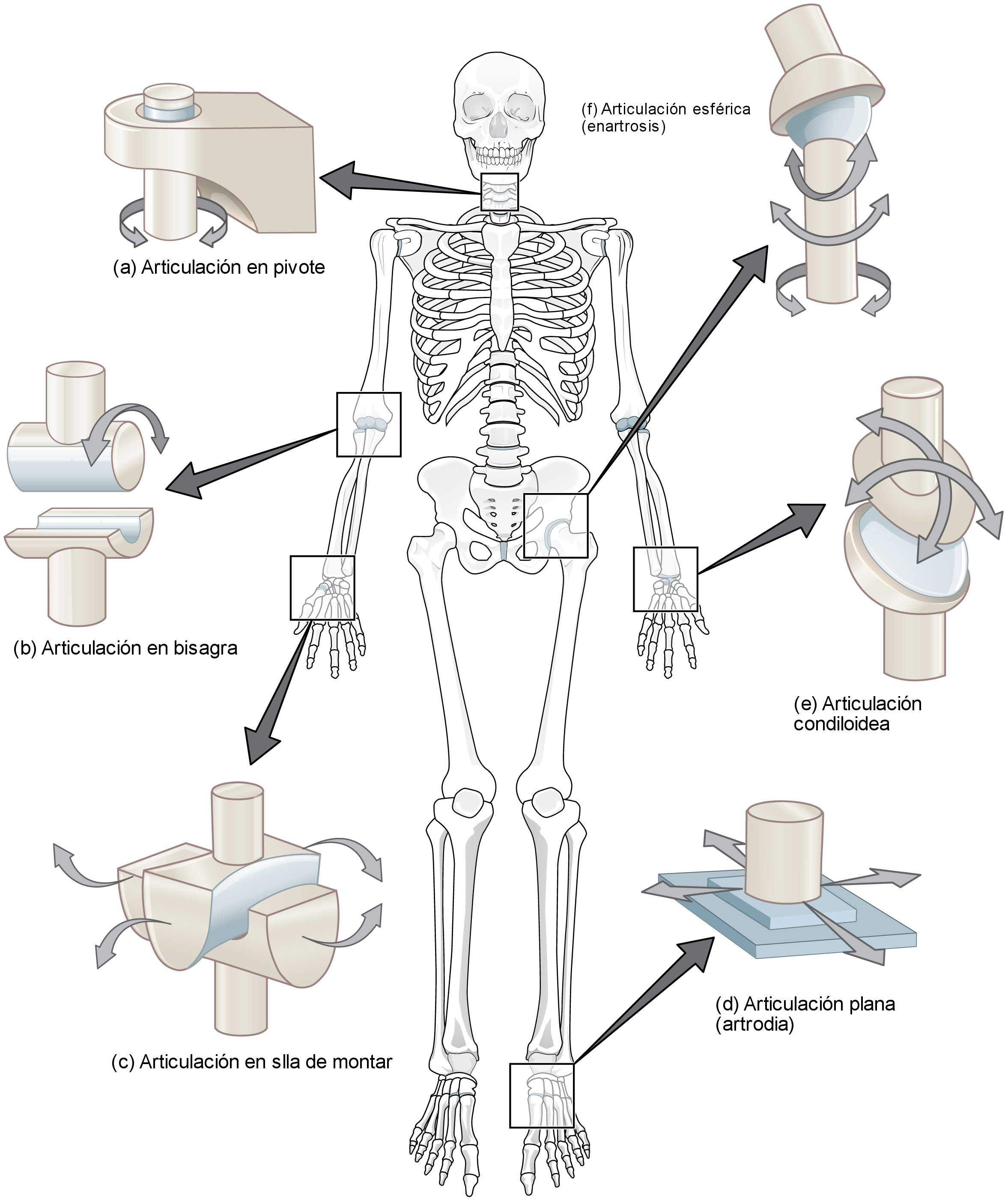
Se representan los 6 tipos de articulaciones sinoviales.

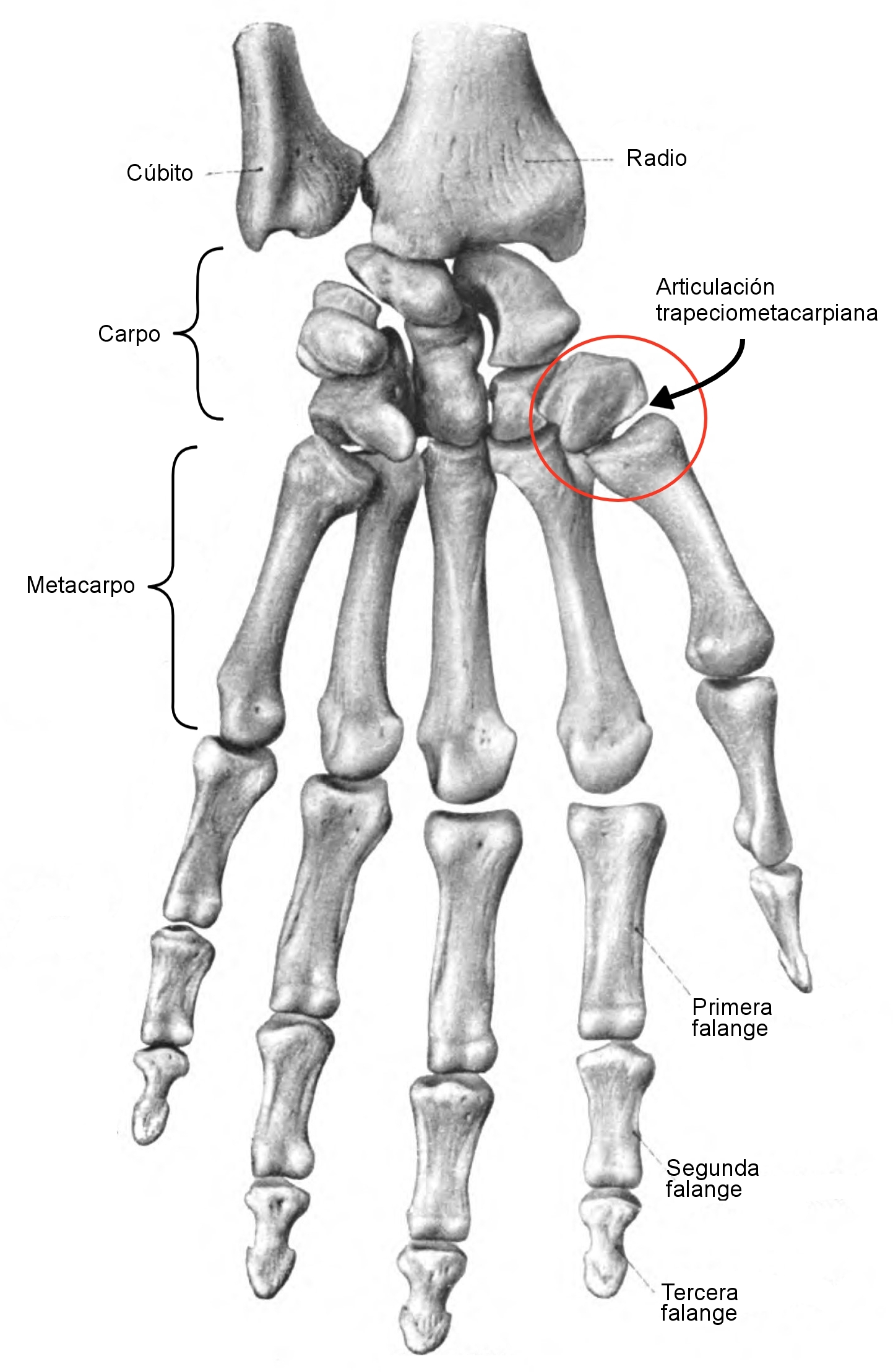
La articulación trapeciometacarpiana es de encaje recíproco o articulación en silla de montar.

- Articulación de bisagra, gínglimo o troclear: Las articulaciones en bisagra son articulaciones sinoviales donde las superficies articulares están moldeadas de tal manera que únicamente permiten los movimientos en un eje (monoaxiales), solo pueden realizar dos tipos de movimientos flexión y extensión. Por ejemplo la articulación húmero-cubital en el codo, la fémoro-rotuliana en la rodilla y las articulaciones entre las falanges proximales y medias y entre las falanges medias y distales en los dedos de manos y pies.

- Articulaciones en pivote o trocoides o trochus: Son articulaciones sinoviales donde las superficies articulares están moldeadas de forma parecida a un pivote y solo permiten movimientos en el eje longitudinal y los únicos movimientos permitidos son los movimientos de rotación lateral y rotación medial. Por ejemplo, la atlantoaxial (atlas-axis) del cuello que permite voltear la cabeza.

- Articulaciones planas, deslizantes o artrodias: Son articulaciones sinoviales que se caracterizan porque sus superficies articulares son planas y solo permiten movimientos de deslizamiento. Por ejemplo la articulación acromioclavicular y las articulaciones intercarpianas.

- Articulaciones en silla de montar, selar  o de encaje recíproco: reciben su nombre porque su forma es similar a la de una silla de montar. Por ejemplo, la que está entre el primer metacarpiano y el hueso trapecio (articulación trapeciometarcarpiana) y la articulación esternoclavicular.

- Articulaciones condiloideas o elipsoidales: se forma donde dos huesos se encuentran unidos de forma irregular y un hueso es cóncavo y otro convexo. Ejemplos son la articulación temporomaxilar, occipitoatloidea, metacarpo falángicas y metatarsofalángicas.

- Articulaciones esféricas o enartrosis: tienen forma de bola y receptáculo y se caracterizan por el libre movimiento en cualquier dirección, por ejemplo, la coxofemoral (cadera) y la escapulohumeral (hombro). Permiten los movimientos en más de 3 ejes o planos (multiaxiales) y hacen posible los movimientos de abducción, aducción, flexión, extensión, rotación interna y rotación externa.

|                           | Nombre                          | Sinónimo         | Ejemplos                                           |
| Articulaciones sinoviales | Articulación en bisagra         | Trocleartrosis   | Articulación humerocubital                         |
| Articulaciones sinoviales | Articulación en pivote          | Trocoides        | Articulación entre el atlas y el axis en el cuello |
| Articulaciones sinoviales | Articulación plana              | Artrodias        | Articulación acromioclavicular                     |
| Articulaciones sinoviales | Articulación en silla de montar | Encaje recíproco | Articulación trapeciometacarpiana                  |
| Articulaciones sinoviales | Articulación condiloidea        | Condilartrosis   | Articulación temporomaxilar                        |
| Articulaciones sinoviales | Articulación esférica           | Enartrosis       | Articulación coxofemoral                           |

#### Fibrosas

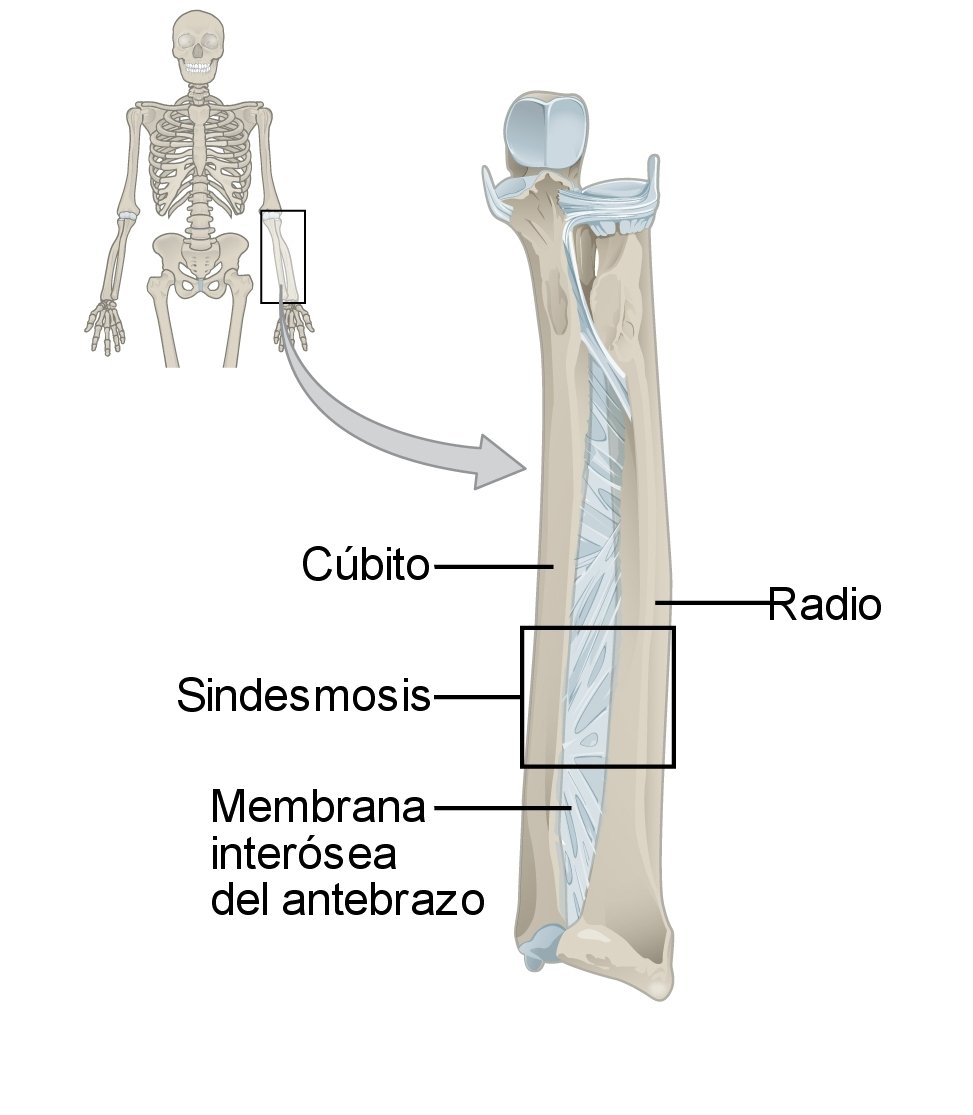
La membrana interósea que une el cúbito con el radio es un ejemplo de sindesmosis.

Son aquellas en que los extremos de los huesos están unidos por tejido fibroso. Este tipo de articulaciones tienen muy poca movilidad. Un ejemplo de articulación fibrosa son las suturas que unen los huesos del cráneo. Un tipo particular de articulación fibrosa es la sindesmosis en la que dos huesos se unen mediante una lámina de tejido fibroso, como ocurre en la membrana interósea del antebrazo que une el cúbito con el radio. Un caso particular es la sindesmosis dentoalveolar, también llamada gonfosis, que es una articulación fibrosa, sin movimiento en condiciones normales, que se  establece entre la raíz de una pieza dental y la apófisis alveolar situada en la mandíbula.

#### Cartilaginosas
En este tipo de articulación el tejido cartilaginoso sirve de unión entre los extremos óseos, no cuentan con cavidad articular como en las articulaciones sinoviales y el movimiento que pueden permitir es pequeño. Un ejemplo son los discos intervertebrales formados por tejido fibrocartilaginoso que unen entre sí los cuerpos vertebrales de la columna vertebral, la estructura resultante es muy resistente y tiene gran capacidad de absorción de fuerzas, pero no está carente de flexibilidad, por ello la columna vertebral en su conjunto dispone de un grado apreciable de movilidad.

### Clasificación por función

#### Diartrosis
El término diartrosis procede del griego día, separación, y arthron, articulación. Son las más numerosas en el esqueleto. Se caracterizan por la diversidad y amplitud de los movimientos que permiten a los huesos. Poseen cartílago articular o de revestimiento en ambas partes de la articulación. Un ejemplo típico de diartrosis es la articulación glenohumeral, la articulación que une el húmero con la escápula. En el contorno de la cavidad glenoidea se halla el rodete marginal o rodete glenoideo. Las dos superficies articulares están unidas por la cápsula que se fija alrededor de la cavidad glenoidea de la escápula y del cuello anatómico del húmero. La cápsula está reforzada exteriormente por ligamentos extracapsulares e interiormente está tapizada por la sinovial. Son las más móviles y frágiles ya que son menos resistentes y más recubiertas.

#### Anfiartrosis
Este tipo de articulaciones se mantienen unidas por un cartílago elástico y presentan muy poca movilidad. Un ejemplo de anfiartrosis son las articulaciones entre los cuerpos vertebrales en la columna vertebral. La sínfisis es un subtipo de articulación cuyas características son intermedias entre las diartrosis y las sinartrosis debido a que pueden presentar una cavidad articular dentro del ligamento interóseo, como la sínfisis del pubis y articulación sacroilíaca.

#### Sinartrosis

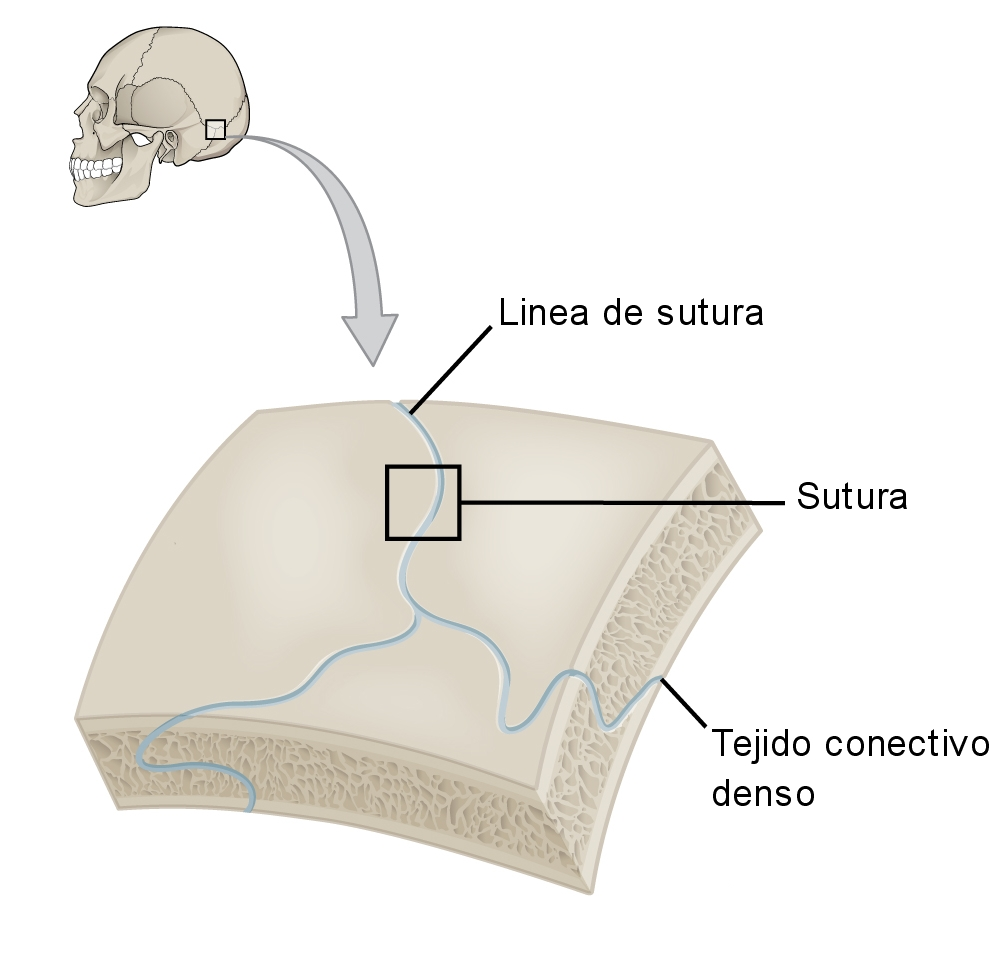
Las suturas entre los huesos del cráneo son un ejemplo de sinfibrosis y están formadas por tejido conjuntivo fibroso.

Las sinartrosis son articulaciones que tienen muy poca movilidad. Las uniones entre los huesos que forman el cráneo se llaman suturas y son un buen ejemplo de sinartrosis. Dependiendo del tipo de tejido que sirve de unión, se dividen en:
- Sincondrosis, cuando el tejido de unión es cartilaginoso. La articulación costoesternal entre la primera costilla y el esternón es un ejemplo de sincondrosis. También se consideran sincondrosis las placas de cartílago que se encuentran en las metáfisis de los huesos largos durante la infancia y permiten el crecimiento longitudinal del hueso, este tipo de sincondrosis no tiene función alguna de movimiento, cuando el cartílago se osifica totalmente y finaliza el proceso de crecimiento longitudinal del hueso, la sincondrosis se transforma en sinostosis.
- Sinfibrosis, cuando el tejido de unión es fibroso como en las suturas entre los huesos del cráneo.

## Enfermedades de las articulaciones

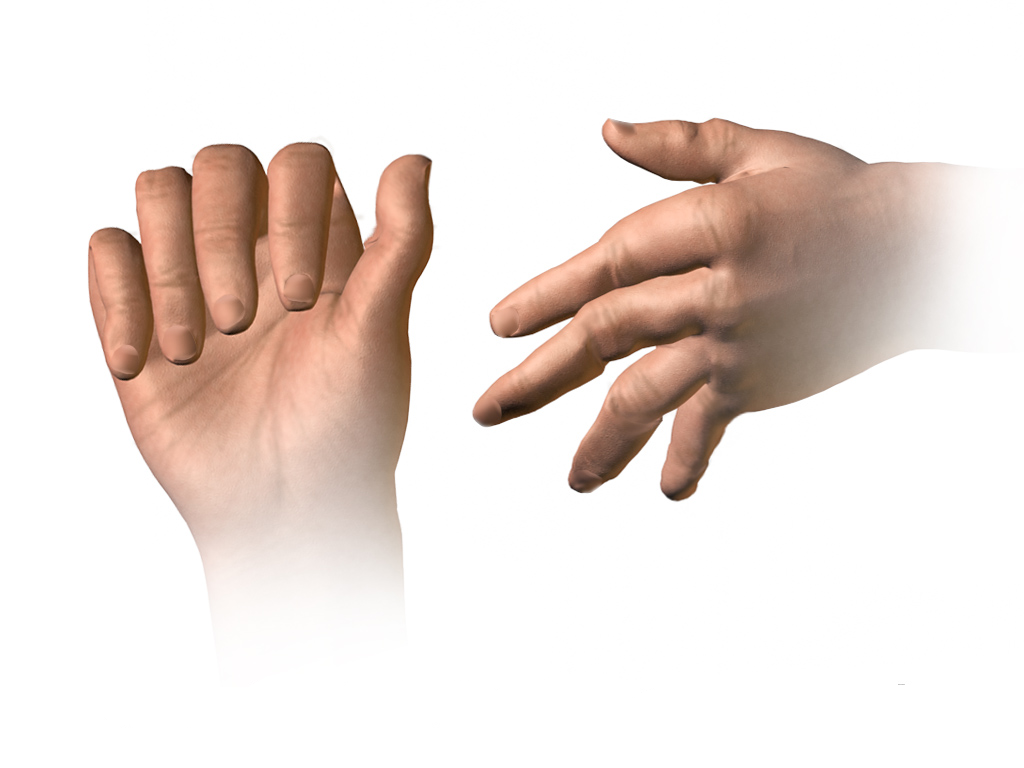
Deformidad en las articulaciones de la mano provocadas por la artritis reumatoide.

Existen diferentes enfermedades que pueden afectar a las articulaciones. A continuación se citan algunas de las más comunes:
- Artritis. Se define como inflamación en la articulación. Puede obedecer a muchas causas. Existen diversas patologías que cursan con artritis.[10]
  - Artritis reumatoide.
  - Artritis gotosa. Se produce por el depósito de ácido úrico en las articulaciones.
  - Artritis séptica. Está provocada por la invasión de la articulación por un agente infeccioso, generalmente una bacteria.
  - Artritis psoriasica.
  - Artritis del lupus eritematoso sistémico.
  - Artritis idiopática juvenil. Es la forma de artritis persistente más común en la infancia.
  - Espondilitis anquilopoyética.
  - Artritis reactiva.

- Artrosis. También llamada osteoartrosis u osteoartritis, aunque en realidad no es una artritis, se caracteriza por un deterioro progresivo del cartílago articular y se acompaña de alteraciones de la membrana sinovial y el hueso subcondral. Afecta preferentemente a rodillas, caderas, articulaciones de la mano y columna vertebral.[11]